# Anua sublutea
Anua sublutea là một loài bướm đêm trong họ Erebidae.

## Hình ảnh

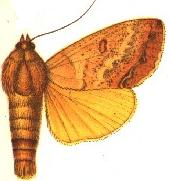